# كنارستان (غرمسار كرمان)
کنارستان (بالفارسية: کنارستان) هي منطقة سكنية تقع في إيران في قسم مردهك الریفي. يقدر عدد سكانها بـ 111 نسمة .